# Sergio Caputo
Pour les articles homonymes, voir Caputo.
Sergio Caputo est un auteur, compositeur, guitariste italien, né à Rome le 31 août 1954.

## Discographie

### Albums
- 1981 - Sergio Caputo (Q Disc) (Dischi Ricordi, EPL 5002)
- 1983 - Un sabato italiano (CGD)
- 1984 - Italiani mambo (CGD)
- 1985 - No smoking (CGD)
- 1986 – Effetti personali (CGD)
- 1987 - Ne approfitto per fare un po' di musica (live) (CGD)
- 1988 - Storie di whisky andati (CGD)
- 1989 - Lontano che vai (CGD)
- 1990 - Sogno erotico sbagliato (Fonit Cetra)
- 1993 - Egomusicocefalo (CGD)
- 1996 - I Love Jazz
- 1998 - Serenadas
- 2003 - That kind of thing
- 2006 - A tu per tu

### Compilations
- 1990 - Swing & soda: il meglio di Sergio Caputo
- 1998 – Cocktail

### Singles
- 1978 - Libertà dove sei / Giorno di festa (IT, ZBT 7098)
- 1983 - Un sabato italiano / Spicchio di luna (CGD)
- 1983 - Bimba se sapessi / Mercy bocù (CGD)
- 1985 - L'astronave che arriva / Scubidù  (maxi single) (CGD)
- 1987 - Il Garibaldi innamorato / Flamenco amorespia (CGD)
- 1989 - Rifarsi una vita / Anche i detective piangono (CGD)